# Gerhard Kowala
Gerhard Kowala (* 19. Mai 1910 in Hamburg; † 15. März 2003) war ein niedersächsischer Jurist und Politiker (GB/BHE/FDP) und Mitglied des Niedersächsischen Landtages.
Kowala besuchte das Schillergymnasium in Posen. Im Anschluss an seine Schulausbildung begann er sein Studium der Rechtswissenschaften in Krakau und Posen. Er wurde hier zudem juristischen Referendar und Assessor. Im Jahr 1938 erhielt er als Deutscher in Polen keine Zulassung zur Anwaltschaft. Er wurde Geschäftsführer der Deutschen Handelskammer in Warschau sowie später Leiter des Verbandes der Industrie- und Handelskammern des Generalgouvernements, der Industrie- und Handelskammer Warschau und anderer Organisationen der gewerblichen Selbstverwaltung. Im Jahr 1941 erfolgte seine Niederlegung aller Ämter. Er wurde deutscher Anwalt in Warschau. Seit 1943 war er als Soldat im Kriegsdienst tätig. Er geriet in Gefangenschaft, aus der er 1946 entlassen wurde. Seit 1947 war er als Rechtsanwalt in Hannover tätig. Er wurde zum Mitglied des Niedersächsischen Staatsgerichtshofes ernannt, dem er von 1965 bis 1981 angehörte. Er war langjähriges Mitglied der im GB/BHE und in der Landsmannschaft Weichsel-Warthe, deren ehemaliger Bundessprecher er war. 
Kowala war in der vierten Wahlperiode Mitglied des Niedersächsischen Landtages vom 6. Mai 1959 bis 5. Mai 1963. Er gehörte hier der FDP-Fraktion ab dem 11. Dezember 1961 an.